# Structure comportement performance

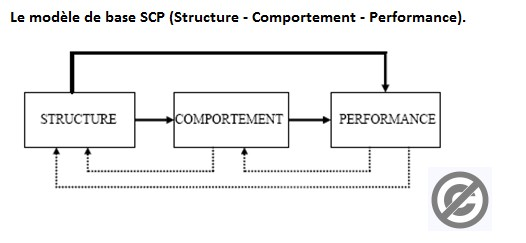
Modèle SCP

Le paradigme structure-comportement-performance est un schéma servant à illustrer des fondements de l'économie industrielle.

## Description
Selon ce paradigme, la structure du marché (nature de l'offre et de la demande, caractéristiques du produit, conditions d'entrée et concentration, etc.) détermine le comportement de l'entreprise.
Selon le paradigme traditionnel, les caractéristiques structurelles du marché orientent les comportements des entreprises qui affectent leurs performances. Par la suite, des liens de rétroaction se sont ajoutés à cette causalité univoque, de la performance sur le comportement, du comportement vers la structure etc..